# Mascarville
Mascarville település Franciaországban, Haute-Garonne megyében. Lakosainak száma 181 fő (2022. január 1.). Mascarville Francarville, Albiac, Caraman, Loubens-Lauragais és Prunet községekkel határos.

## Népesség
A település népességének változása:
| Lakosok száma | 117  | 74   | 98   | 193  | 166  | 168  | 179  | 187  | 185  | 181  |
|               | 1968 | 1982 | 1990 | 2006 | 2013 | 2015 | 2017 | 2019 | 2020 | 2022 |